# Друзів не вибирають
«Друзів не вибирають» — радянський чотирисерійний художній фільм, знятий режисером Борисом Шадурським на кіностудії «Білорусьфільм» в 1985 році за повістю Бориса Павльонка.

## Сюжет
Про друзів-товаришів, які повернулися з війни додому на білоруське полісся в райцентр Бронниця — Андрія, Антона і Василя, які спільно починали свою комсомольсько-трудову біографію в Білорусі в післявоєнні роки, під керівництвом Кирила Омеляновича Громикіна.

## У ролях
- Володимир Івашов —  Андрій Володимирович Ковальчук
- Андрій Толубєєв —  Василь Васильович Азарьонок
- Олександр Михайличенко —  Антон Петрович Гарбацевич
- Олександр Аржиловський —  Ігор Семенович Чичко
- Віктор Тарасов —  Кирило Омелянович Громикін
- Борис Щербаков —  Мирон Врубльовський
- Людмила Нільська —  Надія Вікторівна Корсакова
- Марина Яковлєва —  Аня
- Євгенія Уралова —  Юлія Федорівна
- Світлана Михалькова —  Зіна
- Любов Румянцева —  Варвара Михайлівна
- Лілія Давидович —  Конопльова
- Олена Майорова —  Клавка
- Лілія Петрусяк —  Світлана
- Олександр Березень —  Бичок в дитинстві
- Віталій Котовицький —  Бичок
- Марина Старих —  Тося
- Ігор Комаров —  Денисюк, ватажок банди
- Олена Сидорова —  дівчина на бюро горгома комсомолу
- Анатолій Котенєв —  Матвій
- Олександра Зиміна —  бабуся Світлани
- Петро Юрченков (старший) —  Аркадій Миколайович Дідик
- Юрій Шульга —  бандит з банди Денисюка
- Улдіс Лієлдіджс —  Іларіон Борисович
- Володимир Кулешов —  Павло Филимонович
- Ігор Степанов —  знайомий Андрія
- Володимир Січкар — епізод
- Микола Смирнов — епізод
- Антоніна Бєндова — епізод
- Василь Молодцов — епізод
- Ірена Кокрятська — епізод
- Анатолій Гур'єв — епізод
- Олександр Кашперов — епізод
- Едуард Горячий — епізод
- Георгій Волчек — епізод
- Людмила Лагун — епізод
- Лідія Мордачова — епізод
- Є. Сидорова — епізод
- Анатолій Терпицький — епізод
- Володимир Грицевський — епізод
- Арнольд Помазан — епізод
- Наталія Дубровська — епізод
- Н. Бармотін — епізод
- П. Дубашинський — епізод
- Катерина Кашина — епізод
- С. Аксьончик — епізод
- А. Маланкіна — епізод
- Н. Грицько — епізод
- Ніна Федяєва — епізод
- Є. Докальська — епізод
- Є. Ковальова — епізод
- Вадим Допкюнас — епізод

## Знімальна група
- Режисер — Борис Шадурський
- Сценарист — Самсон Поляков
- Оператори — Лев Слобін, Сергій Мільошкін
- Композитор — Веніамін Баснер
- Художник — Валерій Назаров